# Киржач (река)
Киржа́ч (в верховье, до слияния с Малым Киржачом, — Большо́й Киржа́ч) — река во Владимирской и Московской областях России, левый приток Клязьмы. В пределах Подмосковья протекает на последних семи километрах по границе двух областей. Длина составляет 133 км, площадь водосборного бассейна — 1770 км², наибольшая глубина — 4 м, наибольшая ширина — 70 м.

## Этимология
Киржач (Кержач) — ср. мокш. кержи «левый».
На картах разных лет и в литературе существует некоторая путаница с вопросом, что считать Киржачом, что Малым Киржачом, что Большим Киржачом, а что Богоной (Боганой).
- Согласно карте А. И. Менде Владимирской губернии середины XIX века, выше деревни Ивашево река называется Малый Киржач, а её левый приток — Богона. Ниже Ивашево река называется Большой Киржач.
- Богона (Богана) — река на некоторых картах XVIII века, впадающая слева в реку Большой Киржач в её верхнем течении[6].
- Киржач вытекает из центра Берендеева болота (в начале XX века было озером[7]) с юга[8].
- Река Киржач имеет двоякое название: до соединения с двумя другими маленькими реками выше города Киржача у деревни Ивашевой она носит название Малый Киржач, а оттуда уже получает название Большого Киржача. Берёт начало за деревней Чернецкой, из Берендеева болота[9].
- Большой Киржач — название верхнего течения Киржача[2].

## Вода
По данным на 2014 год — класс качества воды (у поселка Городищи): 3Б (очень загрязнённая вода), показатели, превышающие ПДК — 7.

## География

Бассейн Клязьмы

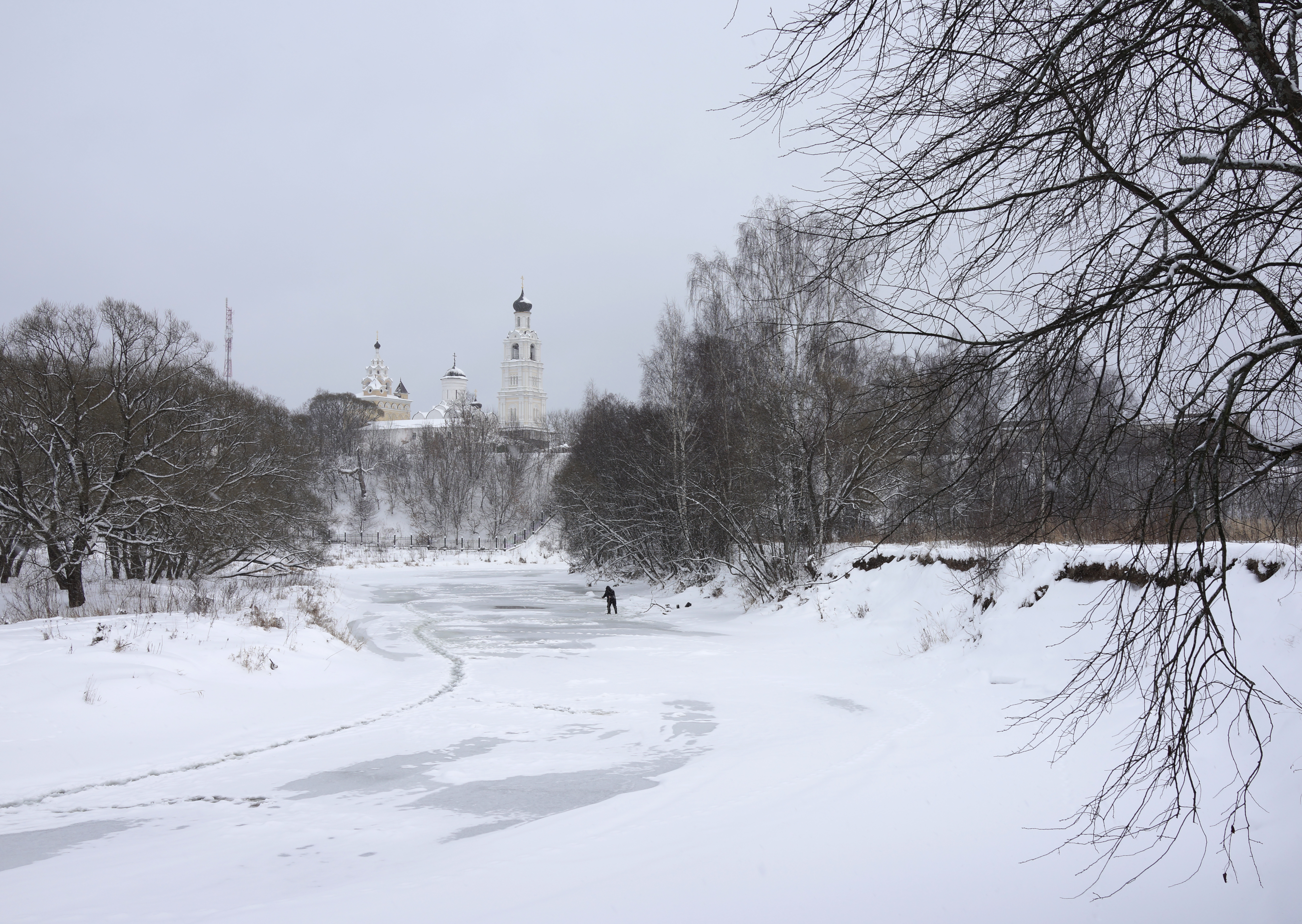
Благовещенский монастырь. Город Киржач. Река Киржач.

Река Киржач расположена в Мещерской низменности. В составе Мещерской низменности выделяется Киржачская зандровая равнина. Основу территории Киржачского ландшафтного района образует Киржачская среднеплейстоценовая зандровая равнина междуречья левых притоков Клязьмы, Шерны и Киржача, сформированная на конусе выноса московского водноледникового потока. На севере граничит с южными подножьями Смоленско-Московской возвышенности, на юге — со Среднеклязьминским полесьем. Территория характеризуется пологим рельефом с небольшой амплитудой высот. Отметки поверхности 113—171 метров над уровнем моря. Наиболее высокие отметки приурочены к сохранившимся эрозионно-островным останцам моренного рельефа.
Кровля коренных пород находится на отметках 100—120 м. Её слагают в его приклязьминской части верхнеюрские глины, а на междуречьях — нижнемеловые песчаные отложения. Мощность четвертичного чехла, представленного песчаными водно-ледниковыми и аллювиальными отложениями, достигает 30 м. Днепровская морена размыта, и протоаллювиально-водноледниковые московские отложения залегают непосредственно на поверхности коренных пород. Покровные суглинки отсутствуют.
Речная долина оформлена голоценовой поймой и двумя низкими верхнеплейстоценовыми (валдайско-хвалынскими) надпойменными террасами.
Подробное описание истока в 1898 году сделал ботаник А. Ф. Флёров:

На целые три версты тянется однообразный моховой и сфагновый покров, чередуясь с густо-переплетёнными зарослями трифоли и топяного хвоща; на этом колышущемся грунте попадаются только осока топяная, осока нитевидная, вейник болотный, вербейник кистецветный и серая звездчатка (Stellaria glauca). Многочисленные окна и полыньи, скрытые самым тонким растительным ковром, делают местность крайне опасною. Один неосмотрительный шаг — и всё пропало. Слабый покров прорвётся, и, без всякой надежды выбраться, погрузишься с головой в трясину: моховой ковёр раскинут над водною поверхностью, а глубина здесь до сажени (2 м).
Почти по средине этого плёса виднеется свободная водная поверхность. Это река Киржач, которая берёт своё начало из самой средины болота. Там странным образом находится клочок суши, покрытый растительностью болотистых лиственных лесов. Здесь-то из ряда очень глубоких бочагов и начинается река Киржач. Вскоре втекает она в болото и выходит на плёс. На некотором протяжении она течёт под мшистым растительным покровом и только далее выходит на поверхность. Течение её означается желтовато-зелёным цветом растительности. Это место совершенно непроходимо, а по указаниям старожилов здесь была прежде свободная поверхность воды. Здесь, по устному преданию, царь Иван Грозный с опричниками топил бояр и крамольников; это озеро с тех пор стали звать «Поганою лужей».
Под растительным покровом в воде живёт много рыбы, и, выходя иногда в реку Киржач, она вылавливается там рыбаками. Без проводника, наудалую, нельзя решиться пересекать этот плёс и лучше его обойти кругом, держась по краю лесистого болота. Иногда в праздники крестьяне села Большие Вёски выезжают на плоскодонках ловить рыбу, и с их помощью на лодке можно переправиться через средину плёса. В реке местами образуют заросли кувшинки и кубышки (Nymphaea candida и Nuphar luteum). На другой стороне снова начинается березняк-ольшанник, идущий до конца болота к селу Большие Вёски, вырубаемый по зимам крестьянами. Выйдя из лесистого болота, снова попадаешь в узкую полосу осокового болота с ивами, которое к краю переходит в луга. Далее круто возвышается берег болота. …

Болото окружено, кроме северо-западной части, лентой лугов, которые особенно значительных размеров достигают между сёлами Черницкое и Большие Вёски. Здесь долина реки Киржач и окраины болота на протяжении почти двух вёрст покрыты роскошным пестроцветным ковром луговых растений.— 
На реке Киржач расположен одноимённый город.
Основное направление течения — с севера на юг. Устье в районе посёлка Городищи, в 10 км от Покрова.

## Почвы

### Пойма
Почвенный покров бассейна реки Киржач формируется на аллювиальных и озёрных отложениях второй надпойменной террасы, аллювиально-флювиогляциальных(водно-ледниковых) отложениях третьей надпойменной террасы, болотных отложениях и основной морене. К особенностям морфологического строения аллювиальных почв прирусловой и центральной частей поймы реки Киржач (с относительными отметками высот от 120—140 м) относятся маломощный гумусовый горизонт (менее 25 см), зернисто-порошистая и зернисто-комковатая структура (в гумусовых горизонтах).
Почвы в пойме реки Киржач в сновном слабокислые (рНводн. = 5,6—6,8; рНKCl = 4,8—6,0). Наиболее высокогумусной почвой (17 %) является аллювиальная луговая насыщенная в центральной пойме, наименее гумусированной (4,4 %) — аллювиальная луговая кислая в прирусловой пойме. Содержание подвижного фосфора — среднее, калием аллювиальные почвы реки Киржач обеспечены высоко. Аллювиальные почвы обладают высоким потенциальным плодородием.

### Водоразделы
Формирование дерново-подзолистых почв водоразделов различных ландшафтных районов бассейна реки Киржач имеет специфические черты. В Левобережной Приклязьменский Мещере почвы водоразделов формируются в основном на песках, подстилаемых мореной под пологом сосновых, реже елово-мелколиственных лесов, что обусловливает преимущественное распространение в данном районе слабодерновых мелкоподзолистых слабодифференцированных почв с сильнокислой реакцией. В соответствии со «Схемой классификации пойменных почв лесной зоны», разработанной Г. В. Добровольским, среди пойменных почв лесной зоны выделяются почвы высоких пойм, которые вышли из режима регулярной поемности, но несут в своем профиле её остаточные черты, что и прослеживается, в данном случае. Повышенное содержание фосфора в дерново-подзолистых почвах ландшафтного района Левобережной Приклязьменской Мещеры связано с его высоким содержанием в почвообразующей породе.
Дерново-подзолистые почвы водоразделов Кольчугинского ландшафтного района имеют мощный, ярко-буроокрашенный, без выраженного подзолистого горизонта почвенный профиль, результат формирования на морене, которая состоит из глины, обогащенной железом с песчаными прожилками, перекрытой бескарбонатными покровными суглинками. Содержание органического углерода в перегнойно-аккумулятивном горизонте высокое с резким падением вниз по профилю, что является характерной чертой дерново-подзолистых почв.
Для дерново-подзолистых почв бассейна реки Киржач характерна морфологическая неоднородность почвенного профиля, проявляющаяся в разной мощности и степени выраженности элювиально-иллювиальной дифференциации, мощности и гумусированности органических горизонтов. Это обусловлено условиями почвообразования ландшафтных районов и, прежде всего, различными почвообразующими породами.

## Гидрология
Высота истока — 137 метров, высота устья — 116,5 метра, уклон реки — 0,64 м/км. Замерзает в ноябре, вскрывается в первой половине апреля. Являются типично равнинной рекой — имеет малый уклон, медленное течение, большую извилистость русла. Свойственно сравнительно высокое весеннее половодье, низкая летняя и сравнительно устойчивая зимняя межень (ежегодно повторяющийся сезонный уровень воды в реках). Весной пойма заполняется. Ниже города Киржача — песчаное дно и берега; правый берег возвышенный, левый — низменный. На протяжении 27 км ниже города довольно широкая (10—20 м), глубокая и быстрая река течёт в высоких холмистых берегах. В русле часты коряги, камни, поваленные деревья. Ниже устья притока Молодыни лес отступает от воды, берега становятся открытыми — луговыми и заболоченными. На этом участке река образует протоки и старицы. От устья притока Шередари русло расширяется до 50—70 м, дно и берега песочные, обнажаются песчаные косы. Долина широкая, в нижнем течении — заболоченная, с многочисленными протоками и старицами.

## Притоки
Самые крупные притоки реки Киржач — левые. Это Шередарь протяжённостью 51 км, впадающий в 1,5 км северо-восточнее деревни Островищи; Вахчилка (23 км), впадающая в городе Киржаче; и Молодынь (16 км), впадающая близ Старого Сельца.
Притоки
(указано расстояние от устья)
- 16 км: река Шередарь (лв)
- 34 км: река Молодынь (лв)
- 61 км: река Вахчилка (лв)
- 78 км: река Малый Киржач (пр)
- 98 км: река Шорна (лв)
- 103 км: река Бачевка (пр)

## Гидротехнические сооружения
Раньше на реке было много мельниц, для которых строили плотину. В настоящее время существуют плотины:
- ниже Илькино[16]
- ниже посёлка Красный Октябрь в составе Киржача
- в районе села Ильинское — остатки плотины и развалины машинного зала миниГЭС[15].
- ниже левого притока Молодыни — разрушенная плотина[15]
- в посёлке Городищи[15]

Выше села Киржач чуть ранее 1821 года располагалась запруда.
В 1930-е годы на реке имелись две установки, производящие электричество. При бумажной фабрике «Свобода» мощностью 144 кВт и при картонно-бумажной фабрике имени Ленина на 20 кВт.

### Финеевская ГЭС

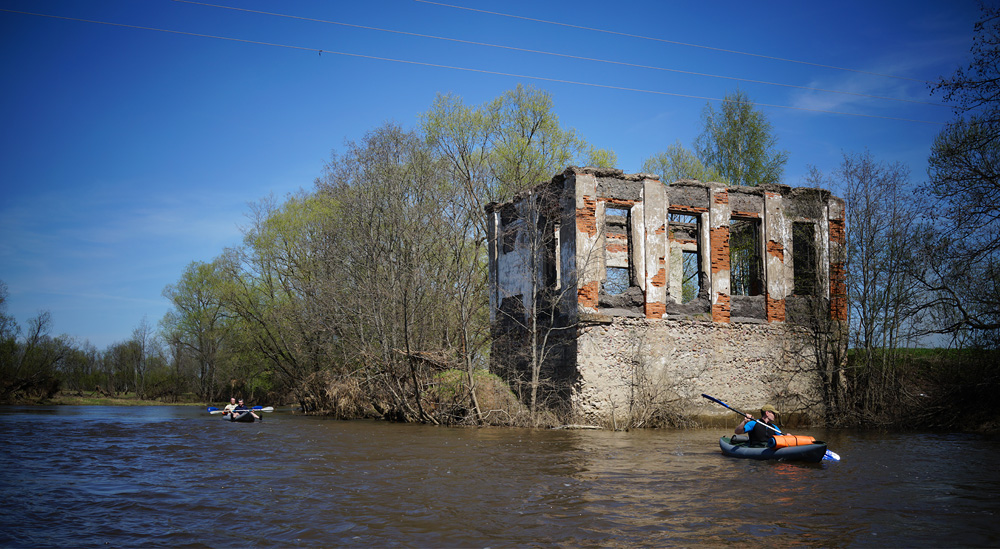
Развалины Финеевской гидроэлектростанции

В связи с дефицитом электроэнергии полное электроснабжение сельского хозяйства от государственных энергосистем долгое время было невозможным, поскольку могло затормозить темпы развития промышленности. 8 февраля 1945 года Правительство приняло постановление «О развитии сельской электрификации». Там в частности указывалось, что строительство сельских электроустановок, обслуживающих отдельные колхозы, производится силами колхозников за счет средств этих хозяйств и сельхозкредита. Электростанции становились собственностью колхозов. Межколхозные ГЭС сооружались на долевых началах силами заинтересованных колхозов. При сооружении малых гидроэлектростанций рекомендовалось использовать существующие плотины водяных мельниц. 13 сентября 1945 года приказом № 1611 Народного комиссариата земледелия во Владимире была создана контора «Главсельэлектро» (с октября 1954 года преобразована в Строительно монтажное управление «Сельэлектрострой»). На неё возлагалось проведение сельской электрификации области.
В 1954 году Совет Министров СССР принял постановление, которым отменялись все ранее существующие ограничения для сельской электрификации. Совхозы, колхозы и машинно-тракторные станции получали возможность подключаться к государственным энергосистемам. С января 1955 года обслуживанием сельских электроустановок занимается уже не «Сельэлектрострой», а специализированная контора «Сельэлектро». Изношенные и морально устаревшие ГЭС и ТЭЦ постепенно демонтируют. Финеевская гидроэлектростанция (на реке Киржач, мощность 280 кВт) была демонтирована одной из последних в 1967 году.

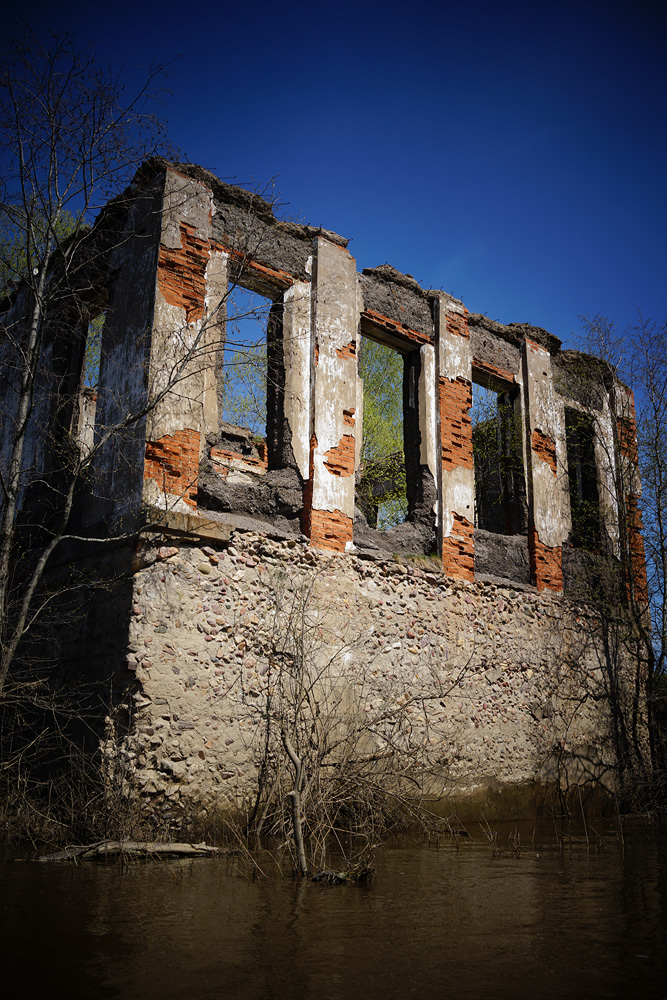
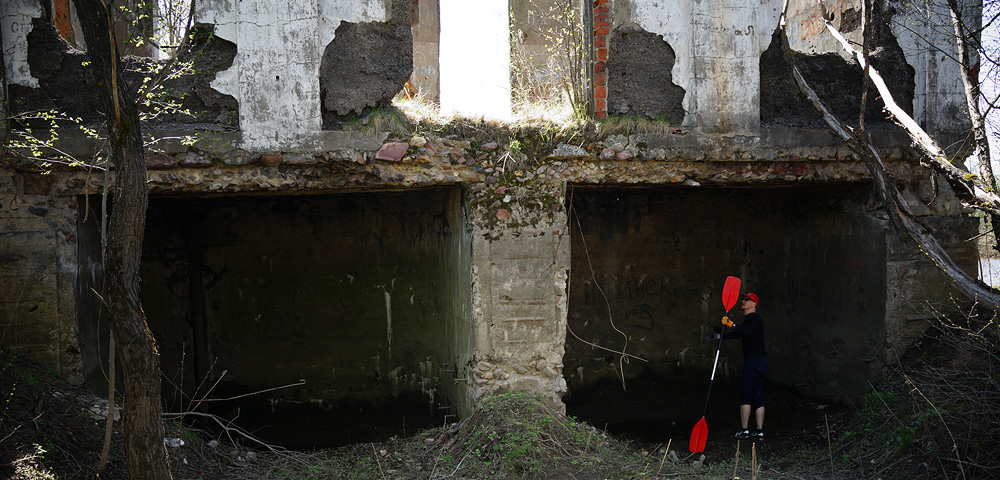
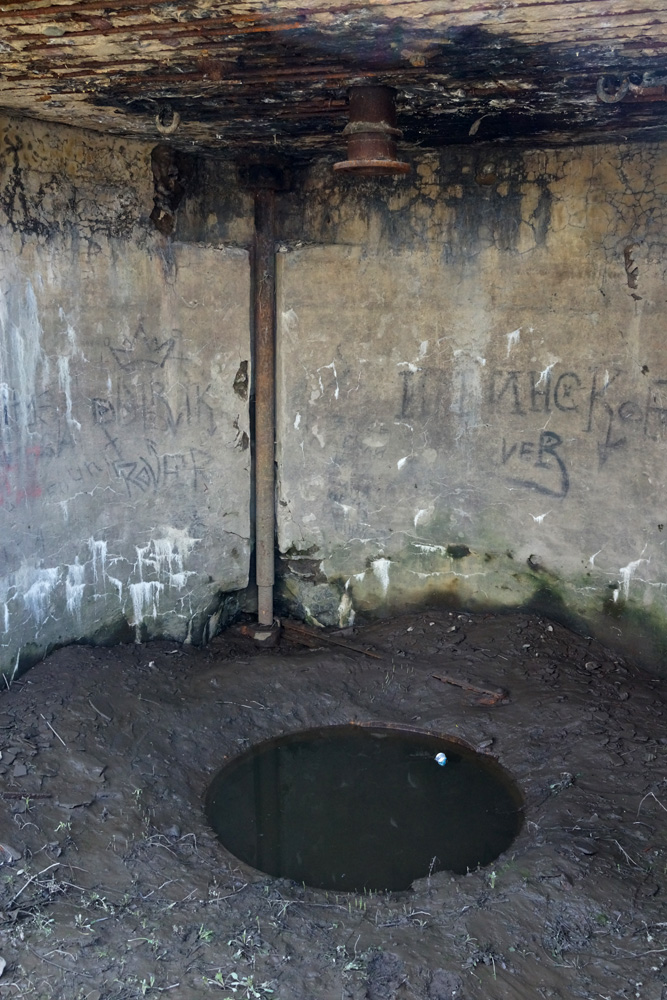
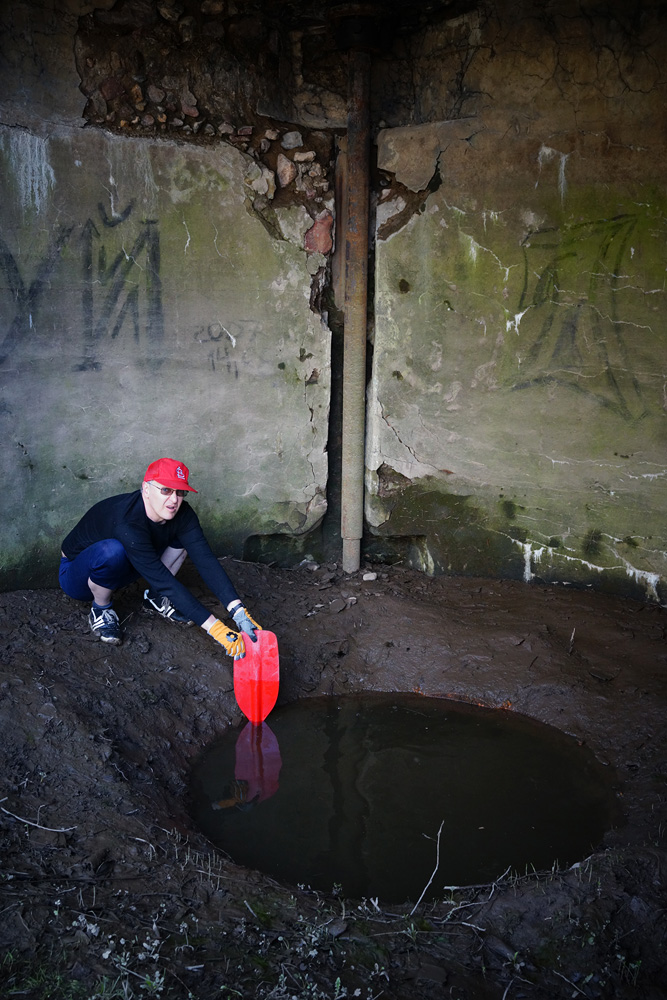
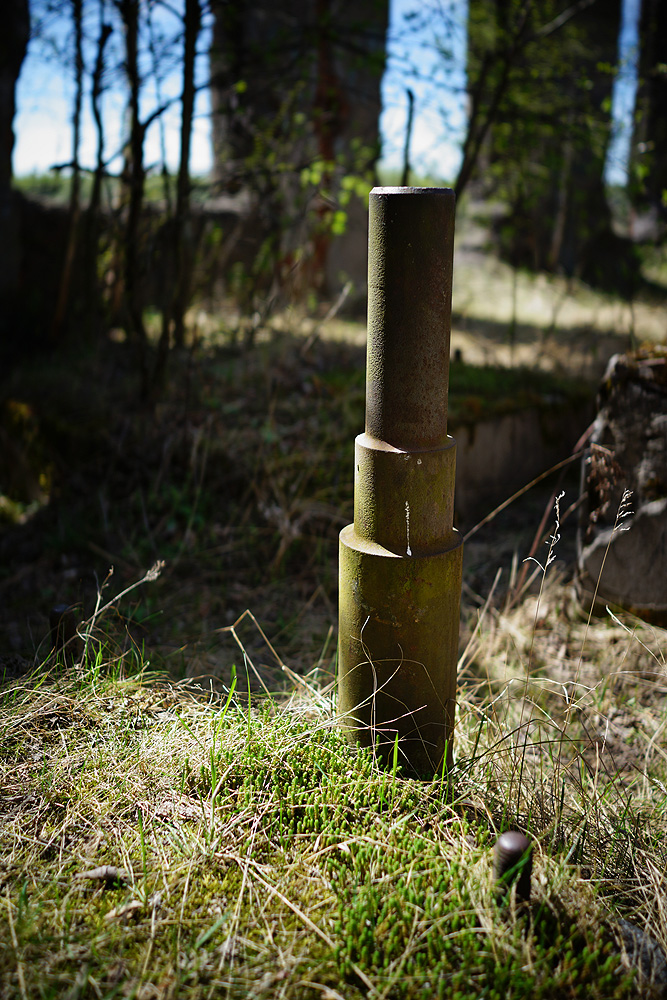

В современной прессе упоминается намерение построить мини-ГЭС на реке Киржач. Согласно некоторым источникам местные власти считают, что приближение генерации к потребителям значительно повысит надежность энергосистемы Киржачского района, позволит снизить плату за присоединение новых потребителей.

## Флора и фауна долины
Редкие виды птиц

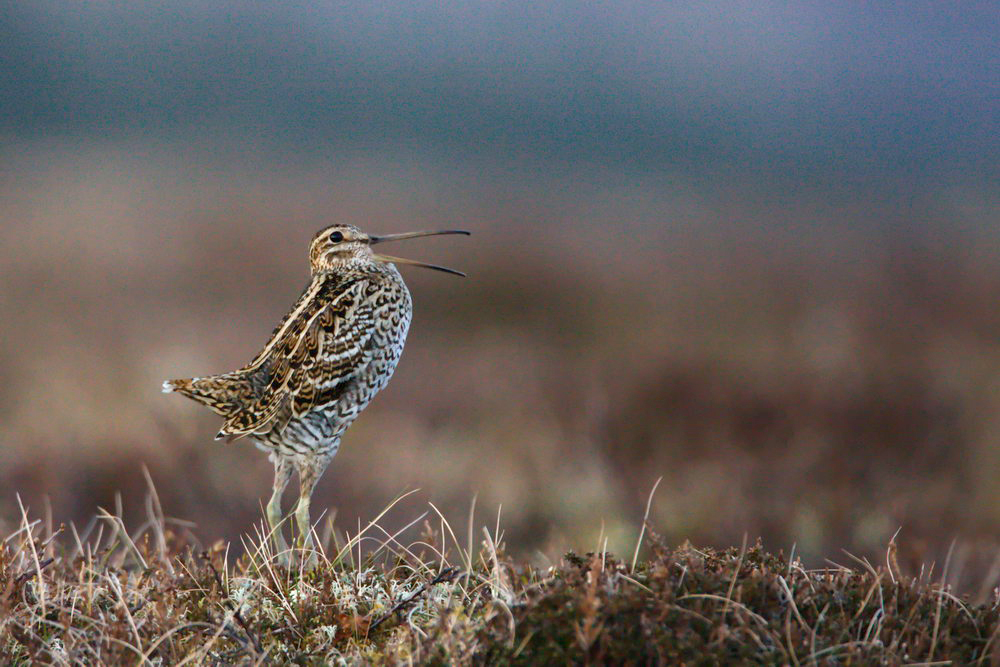
Токующий дупель

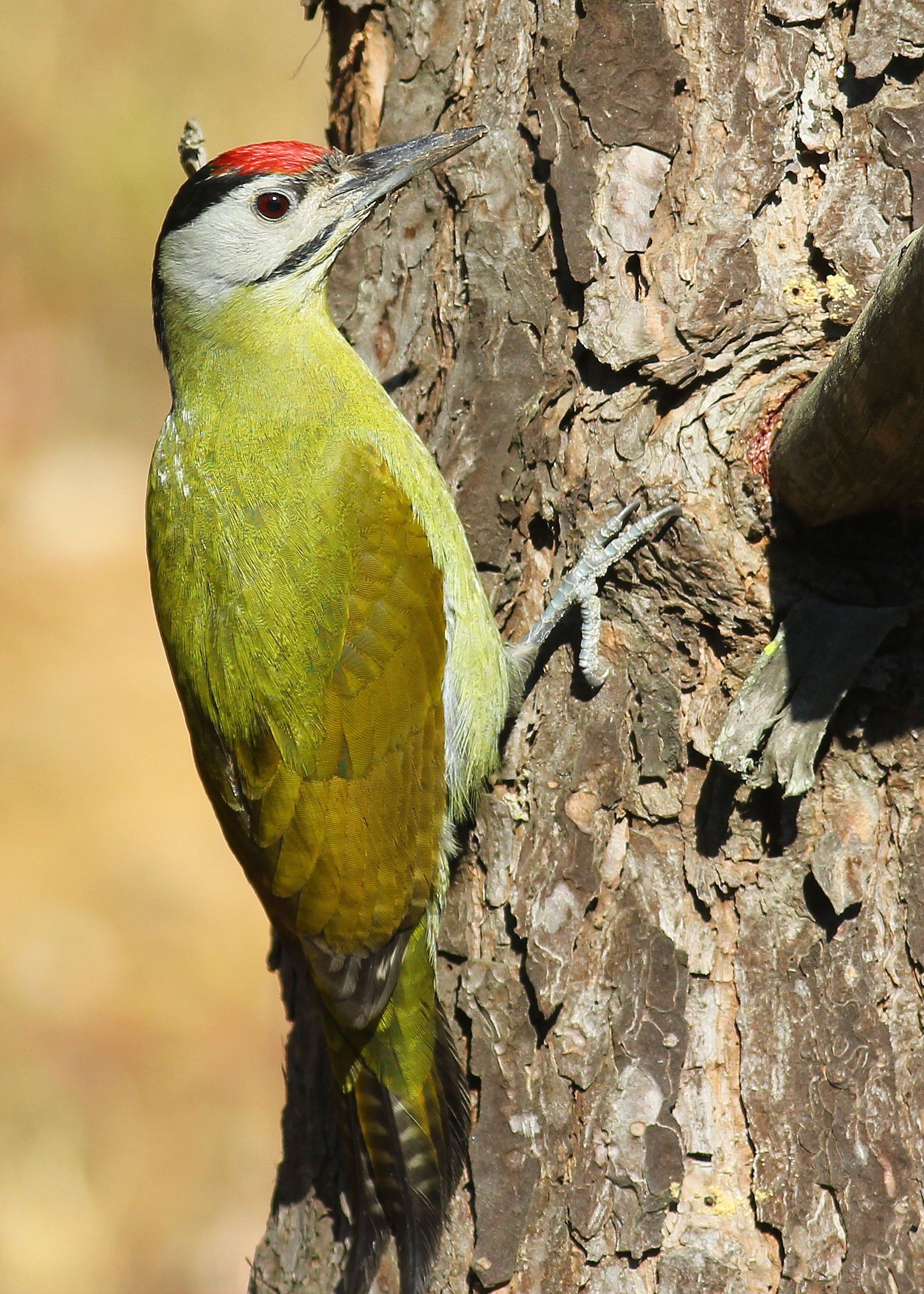
Седой дятел

- Луговой лунь. В гнездовой сезон 2000 года самец отмечался над пойменными лугами северо-восточнее села Лачуги[22].
- Тетерев-косач. Суммарная численность тетерева в Петушинском районе в 4—5 раз выше, чем глухаря. Зарегистрированы летние встречи при обследовании пойм рек Киржач и Шередарь[22].
- Большой улит. Немногочисленная, ежегодно гнездящаяся птица Петушинского края. Поселяется на верховых и переходных торфяных болотах, старых торфоразработках, заболоченных вырубках. На пролёте (весной и осенью) большие улиты неоднократно регистрировались в пойме Киржача[22].
- Травник. В пойме около деревни Никифорово в апреле 1989 года встречена брачная пара и 2 токовавших самца. В это же время явно гнездящаяся пара отмечена в устье реки Шередарь[23].
- Поручейник. В 1980-х — начале 1990-х годов гнездился на пойменных лугах, но не ежегодно[23].
- Мородунка. На Киржаче не отмечалась. Предположительно гнездилась в пойме реки Шередарь у деревни Новосёлово в 1991 году (2 пары) и 1994 (2 пары и 2 токующих самца)[23].
- Фифи. Гнездится в тех же биотопах, что и большой улит, встречается реже. Зафиксировано гнездование на болотах, расположенных по бортам долины Киржача. На пролёте встречается у пойменных озёр Клязьмы, Киржача, Шередари и других рек района[22].
- Большой веретенник. В 1980-х — начале 1990-х годов гнездился на пойменных лугах. Численность колебалась по годам. В пойме Киржача близ устья реки Шередарь в апреле 1989 года отмечено 5 пар, около деревни Ветчи в 1990 году 3—4 пары, около села Санино в 1991 году 1 пара, в 1993 году 6 пар[23].
- Дупель. Мелкие токовища есть в ряде мест по Киржачу и Шередари. В конце лета и осенью выводки дупелей здесь являются объектом охоты и натаски собак[22]. На Киржаче найдены три небольших дупелиных тока. У деревни Ветчи в 1990 году учитывали 2—5 самцов в мае, в пойме близ деревни Платавцево такой же ток обнаружен в мае 1991 года[23].
- Большой кроншнеп. Отдельные пары этих птиц гнездятся на крупных массивах верховых и переходных болот Петушинского района[22]. Вероятно спорадически гнездится в сырой, болотистой долине Киржача у Санинского ДОКа[22]. В 1989 году 1 пара гнездилась близ устья реки Шередарь, в окрестностях села Санино 1 пара демонстрировавшая гнездовое поведение отмечалась в 1993 году; около деревни Никифорово в 1989 году отмечалась 1 пара, в 1994 году — 2 пары; в окрестностях деревни Ветчи в 1989 году гнездилось 7 пар (7 мая найдено гнездо с 4 яйцами), в 1993 — 5 пар[23].
- Обыкновенный зимородок. Редкий гнездящийся вид[22].
- Седой дятел. Гнездование отмечалось в пойме р. Киржач у деревни Островищи[22].
- Белоспинный дятел. Гнездование отмечалось в пойме р. Киржач у деревни Островищи, помещалось на дубе, в 18 метрах от земли[22].
- Жёлтая трясогузка. В бассейне реки Киржач сравнительно немногочисленный вид сырых кочковатых пойменных лугов, гнездятся на участках с высоким травостоем и отдельными кустиками[23].

Редкие виды насекомых
- Мраморная бронзовка. Однократно отмечалась в долине Киржача (в начале июня 1998 г., в окрестностях деревни Островищи)[22].
- Аполлон. Небольшая популяция существует в сосновых лесочках на возвышениях среди поймы реки Киржач, северо-восточнее села Лачуги[22].

Ракообразные
- Узкопалый речной рак редок[24].

## История

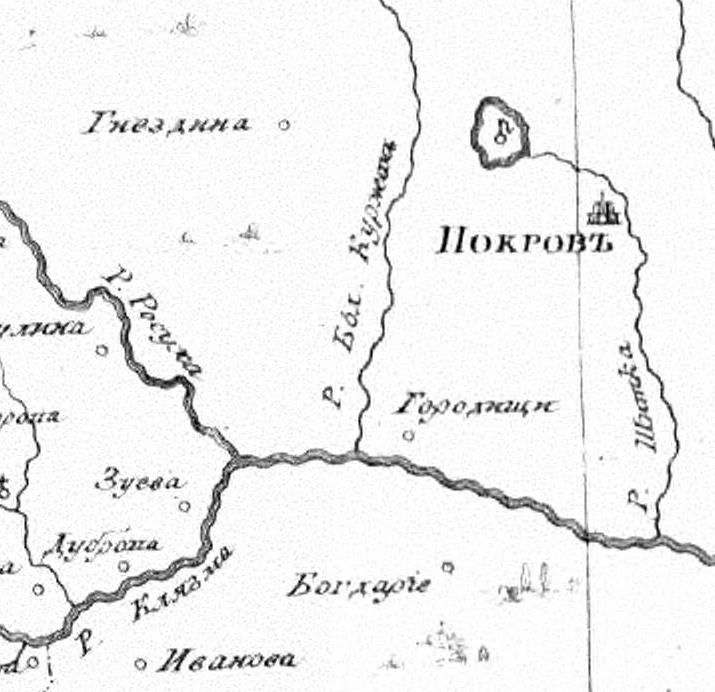
Нижняя часть течения и место впадения реки Большой Киржач в Клязьму на карте Московской губернии Российского атласа 1792 года.

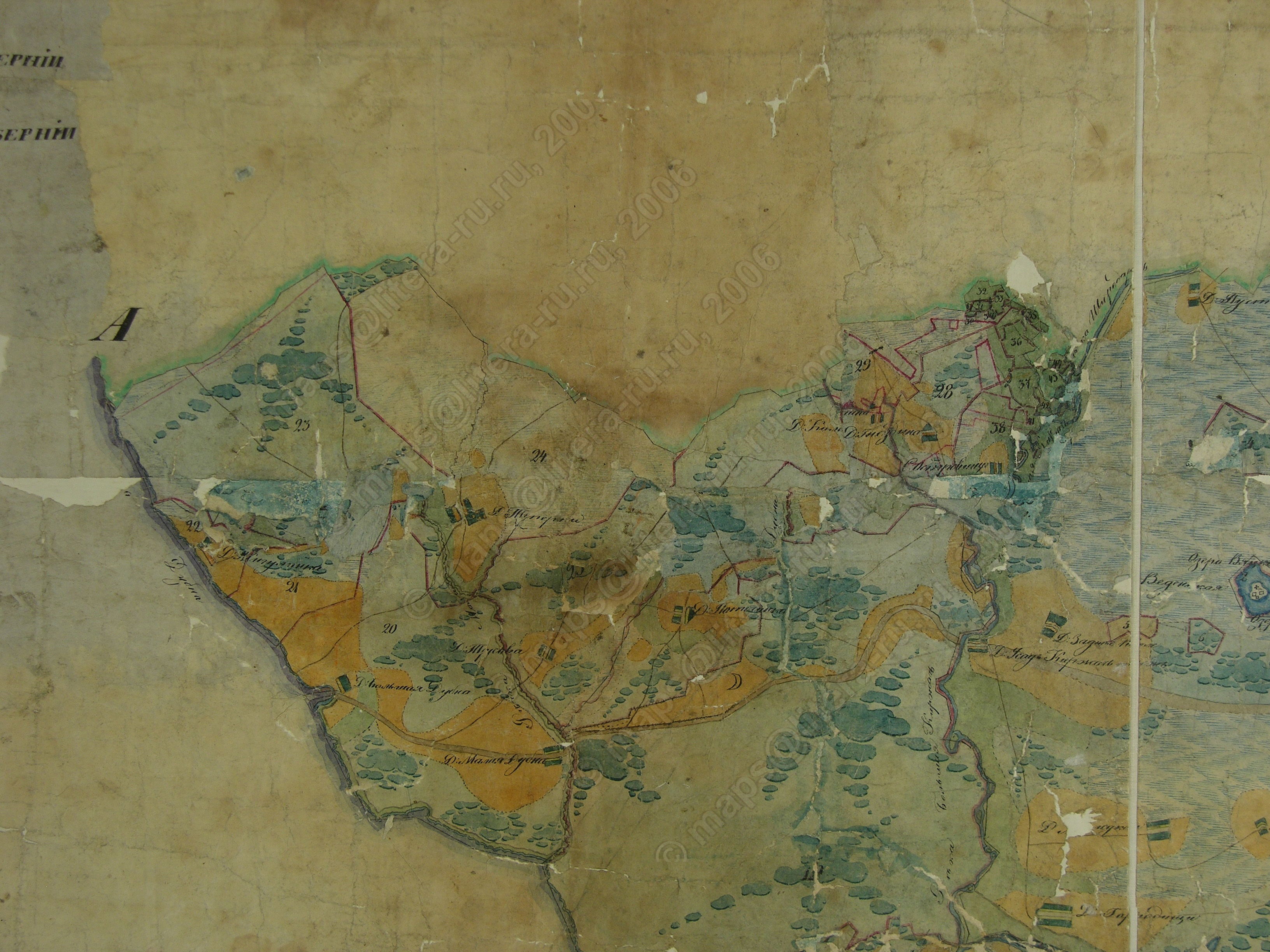
Средняя часть течения Большого Киржача карте Покровского уезда (ПГМ 1 верста) 1780—1790 гг.

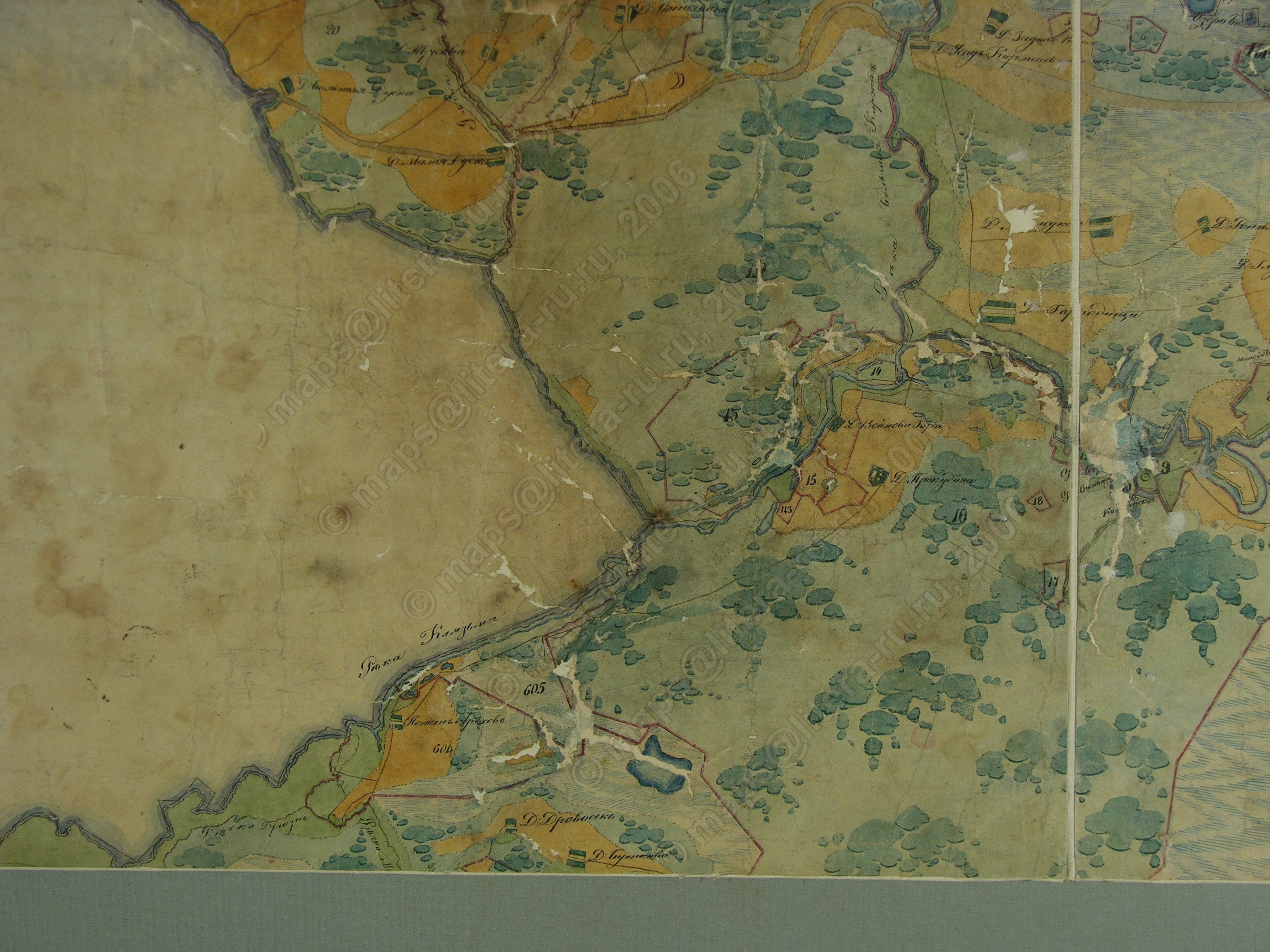
Нижняя часть течения Большого Киржача и место впадения реки на карте Покровского уезда (ПГМ 1 верста) 1780—1790 гг.

В соответствии с административным делением, в прошлом, от истока до устья Киржач располагался на территории Переяславль-Залесского княжества, позже Переславского уезда (Переславль-Залесского уезда). С 1778 года среднее и нижнее течение располагалось в Покровском уезде Владимирской губернии.
Некоторые водные пути из Владимирского ополья в торговый Великий Новгород шли через Плещеево озеро. Одним из таких путей был такой: из Плещеева Озера (Переяславль-Залесский, Клещин) по реке Трубеж до истоков, далее Берендеевым озером (ныне Берендеево болото) в реку Киржач (согласно другому источнику Малый Киржач), вниз по течению Киржача в Клязьму, далее в Оку и Волгу.
По распоряжению Юрия Долгорукого в городе Клещин начали строить каменную церковь. В 1152 году, по не отражённым в летописях обстоятельствам, её было решено перенести в расположенный рядом Переславль-Залесский. Белый камень возили или с Волги, из Болгар, или с Клязьмы (Ковровские каменоломни). Доставка производилась на лодках с Клязьмы по Киржачу через Берендеево болото в реку Трубеж. Историк и краевед М. И. Смирнов сообщает, что в Берендеевом болоте около так называемого Берендеева городка находили немало белокаменных плит.
Река описана в Военно-статистическом обозрении Департамента Генерального Штаба 1852 года:
Река Киржач имеет двоякое название: до соединения с двумя другими маленькими реками верстах в 8 выше заштатного города Киржача у деревни Ивашевой она носит название Малый Киржач, а оттуда уже получает название Большого Киржача. Берёт начало в Александровском уезде за деревней Чернецкой, близ горной возвышенности, из прилегающего к ней болотного пространства, известного под названием Берендеева болота; течёт с севера на юг по уездам Александровскому и Покровскому.  Длина её течения 102 версты, ширина, в начале, Большого Киржача 11 сажень, в конце 25 сажень, глубина в начале 3/4 аршина, в середине 4 1/2, в конце 6 аршин. Берега в Александровском уезде более открытые, а в Покровском, покрытые разного рода лесом.
На реке расположены два медно-латунных завода, один при городе Киржач, другой при селе Бородине и писче-бумажная фабрика при селе Смолькеве.
Мосты: по дороге из Александрова в Юрьев, при деревне Легковой, на сваях, в 3 сажени длины; на просёлочном тракте, в Александровском уезде, при селе Романовском, на сваях, 30 сажень длины; по дороге из Сергиевского посада в Юрьев, в городе Киржач, мост на плотах, а весною переправа на паромах; по шоссе из Москвы во Владимир на 3-х каменных арках в 40 сажень длины.

Мельниц на этой реке всего 18; из них только одна о четырех поставах остальные о двух и о трёх.
В синодике царя Ивана местом смерти удельного князя Владимира Андреевича Старицкого названа Богона (Богана) — так называли приток Большого Киржача и саму реку в XV—XVI веках. Пискарёвский летописец так повествует об отравлении князя Старицкого в октябре 1569 года:
О смерти князя Володимера Андреевича и матери его. Лета 7077 положил князь велики гнев свой на брата своего князя Володимера Андреевича и на матерь его. И посла его на службу в Нижней, а сам поеде на Вологду. И побыв тамо и поеде с Вологды к Москве. А по князя Володимера посла, а велел ему быти на ям на Богону и со кнегинею и з детьми. И поиде с Москвы в Слободу и и(з) Слободы, вооружася все, кобы (на ратной). И заехал князь велики на ям на Богону и тут его опоил зелием и со княгинею и з дочерию большею, а сына князя Василия и меньшую дочерь пощадил.

Река Киржач около города Киржач, 1915 год
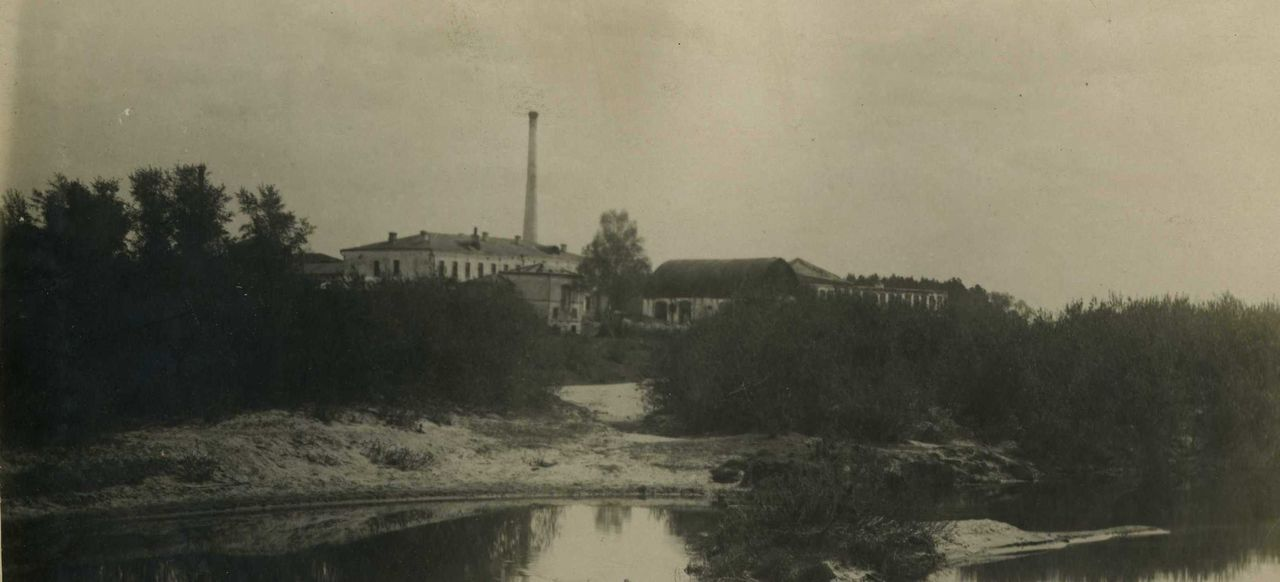
Вид на фабрику купцов Соловьёвых с противоположного берега реки Киржач
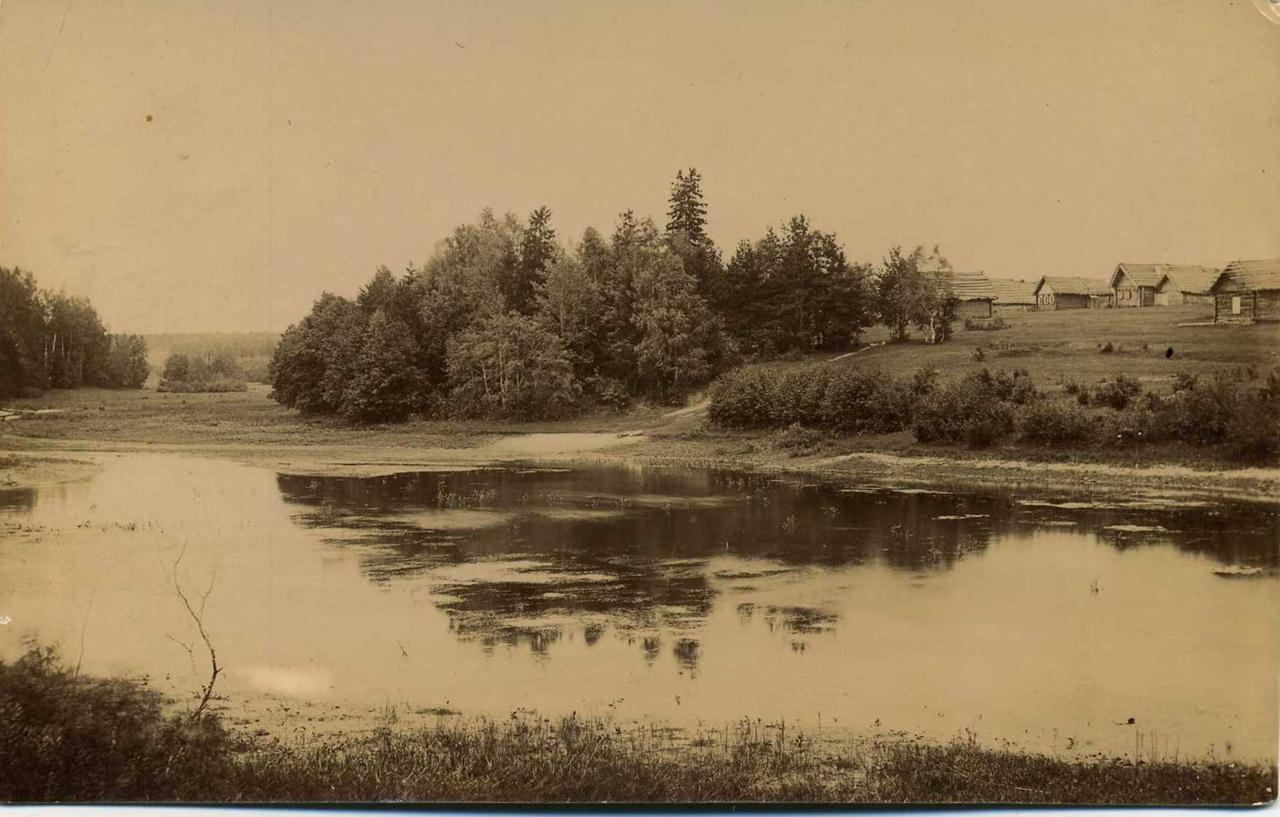
Река Киржач
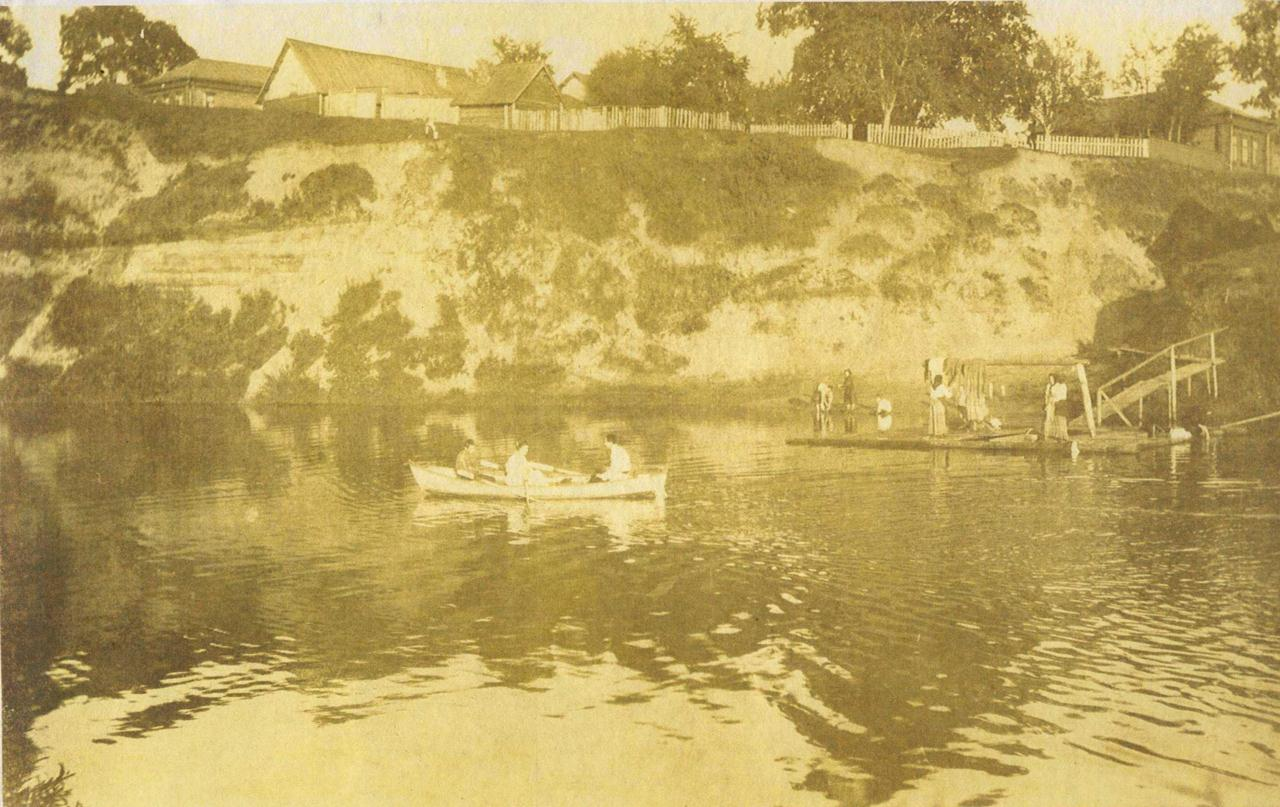
Река Киржач в Селивановке
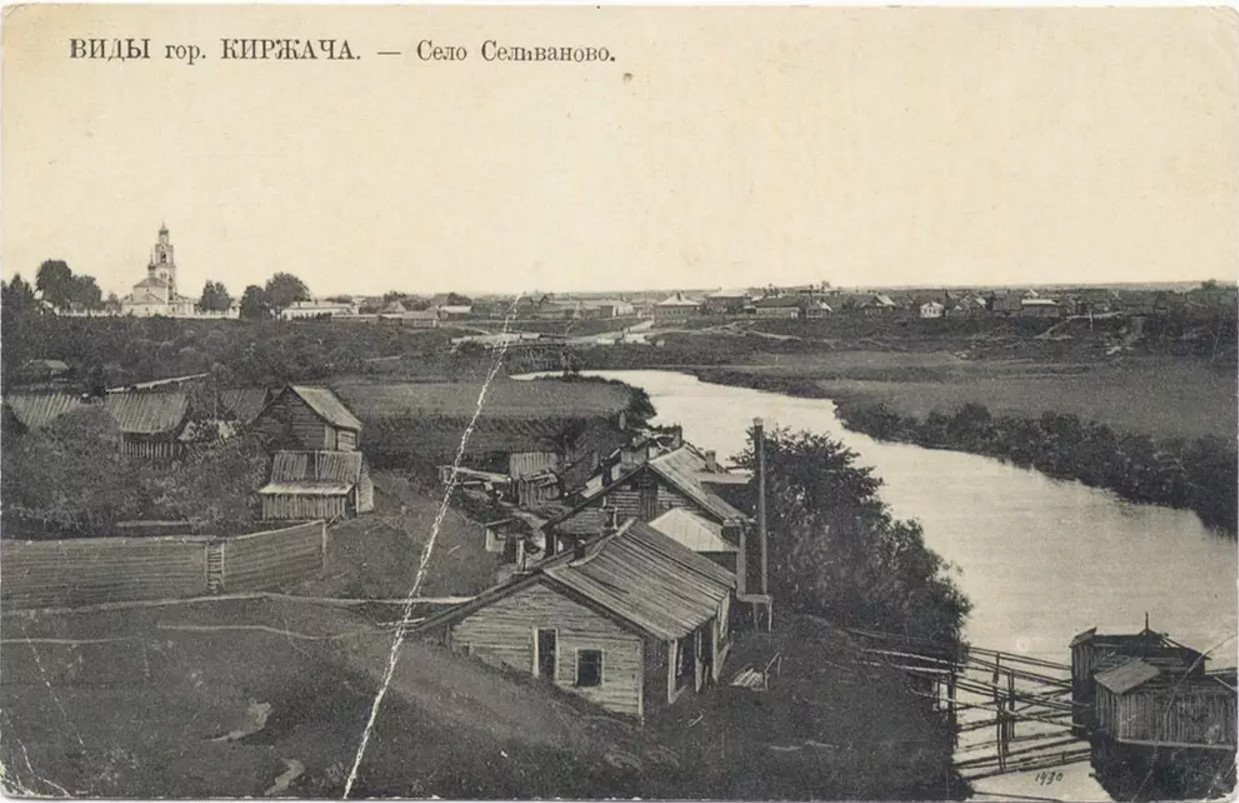
Открытка. Виды города Киржач. Село Селиваново

## Река в воспоминаниях
Отечественная война 1812 года не докатилась до берегов Киржача. Но жители наблюдали её отголоски.

Третьего сентября видели мы … в деревне Киржач, так называемой по протекающей реке, пленных французов и поляков, которые нам говорили: "Что вы на нас смотрите? Наши други скоро вас догонят, освободят нас, тогда мы поберем вас в полон! К вечеру того дня приехали мы в город Покров, на 99-й версте от Москвы находящийся, … Здесь в первый и последний раз увидели мы за сто верст зарево пылающей Москвы, которое почти целую половину неба освещало. Московские жители с горестию говорили: «Непременно это Москва горит!»
— 

## Мосты в прошлом
- В 1890-е годы при деревне Киржач Покров-Слободской волости находилась бесплатная земская переправа, работавшая в весеннее время[31]. Подъезды к мосту, по которому проходило Московско-Нижегородское шоссе, видимо, полностью заливались паводковыми водами. По данным на 1852 год, этот мост стоял на 4-х каменных арках и имел 40 саженей длины[27].
- По данным на 1852 год мост, по которому проходила дорога Покров — Переславль-Залесский, имел 30 саженей длины. Во время весенних разливов замещался паромом[27].
- По данным на 1852 год мост, по которому проходил Стромынский тракт, имел 33 сажени длины. Во время весенних разливов замещался паромом[27].